# 郡上市立大和第一北小学校
郡上市立大和第一北小学校 （ぐじょうしりつ やまとだいいちきたしょうがっこう）は、かつて岐阜県郡上市大和町にあった公立小学校。
2024年、郡上市大和町の4つの小学校（大和北小学校、大和第一北小学校、大和西小学校、大和南小学校）を統合。郡上市立大和小学校の新設により廃校。
廃校後、建物は改修され、体育館はぎふ木遊館のサテライト施設、校舎は郡上市の高齢者施設となる予定である。

## 通学区域
- 通学区域は大和町万場である。公立中学校の進学先は郡上市立大和中学校である[1]。

## 沿革
- 1873年（明治6年） - 万場村に万場義校が開校。
- 1882年（明治15年） - 名皿部村が万場義校から脱退し、名皿部学校を開校。
- 1886年（明治19年） - 万場簡易科小学校に改称する。
- 1893年（明治26年） - 万場尋常小学校に改称する。
- 1897年（明治30年）4月1日 - 小間見村、剣村、大間見村、万場村が合併し、弥富村が発足。
- 1908年（明治41年） - 弥富尋常高等小学校に統合され、弥富尋常高等小学校万場分教場となる。尋常科1～4年の児童が通学する。
- 1947年（昭和22年） - 弥富村立弥富小学校万場分校に改称する。1～6年の児童の通学となる。
- 1955年（昭和30年）3月28日 - 弥富村、西川村、山田村が合併し、大和村が発足。同時に大和村立北小学校万場分校に改称する。
- 1960年（昭和35年） - 独立し、大和村立第二北小学校となる。
- 1985年（昭和60年）11月1日 - 町制施行により大和町となる。同時に大和町立第二北小学校に改称する。
- 1989年（平成元年） - 大和町立第一北小学校に改称する。
- 2004年（平成16年）
  - 2月 - 大和町立大和第一北小学校に改称する。
  - 3月1日 - 八幡町、白鳥町、大和町、高鷲村、美並村、明宝村、和良村と合併し、郡上市が発足。同時に郡上市立大和第一北小学校に改称する。